# B-Sides & Rarities
B-Sides & Rarities — музыкальный сборник рок-группы Nick Cave and the Bad Seeds из трех CD-дисков, выпущенный в 2005 году. 20-летний архив песен со сторон «Б», дополненный ранее не издававшимися, включает треки, исполненные с Шейном Макгованом, и акустические версии песен «Deanna» и «The Mercy Seat». Также это первый альбом, в записи которого участвовали все члены The Bad Seeds, бывшие и теперешние: Ник Кейв, Мик Харви, Бликса Баргельд, Томас Уайдлер, Мартин Кейси, Конвэй Савэдж, Джим Склавунос, Уоррен Эллис, Барри Адамсон, Кид Конго Пауэрс, Джеймс Джонстон, Роланд Вульф и Хьюго Рейс.

## Список композиций
Все песни написаны Ником Кейвом, если не указано иное

### СD 1
1. «Deanna» (acoustic) — 2:51 (Версия песни из 'Tender Prey', прилагалась в качестве бонуса в формате 7" к начальным тиражам альбома 'The Good Son', 1990)
2. «The Mercy Seat» — 3:45 (acoustic, Кейв, Харви) (Версия песни из 'Tender Prey', бонус 7" к нач. тиражам 'The Good Son', 1990)
3. «City of Refuge» (acoustic) — 2:42 (Версия песни из 'Tender Prey', бонус 7" к начальным тиражам 'The Good Son', 1990)
4. «The Moon is in the Gutter» — 2:35 (Сторона «Б» альбома 'In The Ghetto', 1984)
5. «The Six Strings that Drew Blood» — 4:47 (Сторона «Б» 'Tupelo', 1985)
6. «Rye Whiskey» (Народная в обработке Кейва/Харви) — 3:27 (На гибких пластинках в журнале Reflex, 1989)
7. «Running Scared» (Рой Орбисон/Мелсон) — 2:06 (Сторона «Б» альбома 'The Singer', 1986)
8. «Black Betty» (Лэдбелли) — 2:32 (Сторона «Б» альбома 'The Singer', 1986)
9. «Scum» (Кейв, Харви) — 2:53 (Гибкие пластинки, продававшиеся на концертах, 1986)
10. «The Girl at the Bottom of My Glass» — 4:48 (Сторона «Б» альбома 'Deanna' 12", 1988)
11. «The Train Song» — 3:26 (Сторона «Б» альбома 'The Ship Song', 1990)
12. «Cocks 'N' Asses» (Кейв, Ван Вагт) — 5:43 (Сторона «Б» альбома 'The Weeping Song', 1990)
13. «Blue Bird» — 2:46 (Сторона «Б» альбома 'Straight To You/Jack The Ripper', 1992)
14. «Helpless» (Янг) — 3:51 (С благотворительного трибьюта Нилу Янгу 'The Bridge', 1989. Также сторона «Б» альбома 'The Weeping Song', 1990)
15. «God’s Hotel» — 3:07 (Эфир на радио KCRW. Издана на 'Rare on Air Vol. 1', Mammoth Records, 1992)
16. «(I’ll Love You) Till the End of the World» — 3:58 (Версия оригинального саундтрека 'Until The End Of The World',1991. Также сторона «Б» альбома 'Loverman', 1994)
17. «Cassiel’s Song» — 3:35 (Версия оригинального саундтрека 'Faraway, So Close', 1993. Сторона «Б» альбома 'Do You Love Me?', 1994)
18. «Tower of Song» (Коэн) — 5:39 (С трибьюта Леонарду Коэну 'I’m Your Fan', 1991)
19. «What Can I Give You?» — 3:40 (Бесплатные приложения к 'Henry’s Dream' во Франции, 1992)

### СD 2
1. «What a Wonderful World» (Джордж Дэвид Уайс, Джордж Дуглас) — 3:04 (С сингла 'What A Wonderful World' совместно с Шейном МакГованом, 1992)
2. «A Rainy Night in Soho» (Шейн Макгован) — 3:58 (С сингла 'What A Wonderful World', 1992)
3. «Lucy (Version #2)» — 2:23 (С сингла 'What A Wonderful World', 1992)
4. «Jack the Ripper» (acoustic version) — 4:45 (Сторона «Б» лимитированого издания 7" 'Straight To You/Jack The Ripper', 1992)
5. «Sail Away» — 4:13 (Сторона «Б» 'Do You Love Me?', 1994)
6. «There’s No Night Out in the Jail» (Джон Гарольд Эш) — 3:43 (Записана для сборника кавер-версий австралийского кантри, который не был выпущен, 1993)
7. «That’s What Jazz is to Me» (Кейв, Харви, Савэдж, Уайдлер) — 5:05 (Импровизация. Сторона «Б» 'Red Right Hand', 1994)
8. «The Willow Garden» (Народная в обработке Кейва/Эллиса) — 3:59 (Сторона «Б» 'Where The Wild Roses Grow', 1995)
9. «The Ballad of Robert Moore and Betty Coltrane» — 3:35 (Сторона «Б» 'Where The Wild Roses Grow', 1995)
10. «King Kong Kitchee Kitchee Ki-Mi-O» (Народная в обработке Кейва) — 3:10 (Сторона «Б» 'Henry Lee', 1996)
11. «Knoxville Girl» (Народная в обработке Кейва/Джонстона) — 3:36 (Сторона «Б» 'Henry Lee', 1996)
12. «Where the Wild Roses Grow» — 3:47 (Версия с вокалом Бликсы Баргельда. Прежде не издавалась, 1995)
13. «O’Malley’s Bar Pt. 1» — 5:16 (Из шоу Марка Рэдклиффа на Radio BBC 1, 1996)
14. «O’Malley’s Bar Pt. 2» — 6:38 (Из первой радио-сессии Марка Рэдклиффа, 1996)
15. «O’Malley’s Bar Pt. 3» — 4:57 (Из первой радио-сессии Марка Рэдклиффа, 1996)
16. «Time Jesum Transeuntum Et Non Riverentum» (Кейв, Эллис, Тёрнер, Уайт) — 6:22 (Представляла The Dirty 3. Спрятанный трек из альбома X-Files, 1996)
17. «O’Malley’s Bar Reprise» — 1:03 (Из первой радио-сессии Марка Рэдклиффа, 1996)
18. «Red Right Hand» (Scream 3 version) — 6:01 (Кейв, Харви, Уайдлер) (Записана для картины «Крик 3». Ранее не издавалась, 1999)

### СD 3
1. «Little Empty Boat» (Кейв, Баргельд, Кейси, Харви) — 4:26 (Сторона «Б» 'Into My Arms', 1997)
2. «Right Now I’m A-Roaming» (Кейв, Кейси, Харви, Савэдж, Уидлер) — 4:21 (Сторона «Б» 'Into My Arms', 1997)
3. «Come Into My Sleep» — 3:47 (Сторона «Б» '(Are You) The One That I’ve Been Waiting For?', 1997)
4. «Black Hair» (band version) — 4:13 (Сторона «Б» '(Are You) The One That I’ve Been Waiting For?', 1997)
5. «Babe, I Got You Bad» — 3:51 (Сторона «Б» '(Are You) The One That I’ve Been Waiting For?', 1997)
6. «Sheep May Safely Graze» — 4:14 (Неизданные студийные обрезки, 1996)
7. «Opium Tea» (Кейв/Савэдж) — 3:48 (Неизданные студийные обрезки, 1996)
8. «Grief Came Riding» — 5:05 (Из ограниченного издания 'No More Shall We Part' Album, 2001)
9. «Bless His Ever Loving Heart» — 4:02 (Из ограниченного издания 'No More Shall We Part' Album, 2001)
10. «Good Good Day» — 4:04 (Сторона «Б» 'As I Sat Sadly By Her Side', 2001)
11. «Little Janey’s Gone» — 2:59 (Сторона «Б» 'As I Sat Sadly By Her Side', 2001)
12. «I Feel So Good» (Ленор) — 1:44 (Из фильма 'The Soul of a Man' Вима Вендерса, 2003)
13. «Shoot Me Down» — 3:32 (Сторона «Б» 'Bring It On', 2003)
14. «Swing Low» — 5:40 (Сторона «Б» 'Bring It On', 2003)
15. «Little Ghost Song» — 3:44 (Сторона «Б» 'He Wants You/Babe, I’m On Fire', 2003)
16. «Everything Must Converge» — 3:17 (Сторона «Б» 'He Wants You/Babe, I’m On Fire', 2003)
17. «Nocturama» — 4:01 (Сторона «Б» ограниченного издания 7" 'Rock of Gibraltar', 2003)
18. «She’s Leaving You» (Кейв, Эллис, Кейси, Склавунос) — 4:01 (Сторона «Б» 'Nature Boy', 2004)
19. «Under This Moon» — 4:01 (Сторона «Б» 'Breathless/There She Goes, My Beautiful World', 2004)

## Участники записи
- Браунвин Адамс — бэк-вокал, скрипка
- Барри Адамсон — бас-гитара, литавры, оркестровая аранжировка
- Бликса Баргельд — гитара, бэк-вокал, вокал, хлопки в ладони, слайд-гитара, перкуссия
- Мартин Кейси — Bass, бэк-вокал, перкуссия
- Ник Кейв — вокал, пиано, Орган Хаммонда, губная гармоника, бэк-вокал, клавишные, свист, гитара, звуковые эффекты
- Тони Коэн — бэк-вокал, перкуссия
- Кид Конго Пауэрс — бэк-вокал, хлопки в ладоши, слайд-гитара, тремоло
- Терри Эдвардс — духовая секция
- Уоррен Эллис — скрипка, мандолина, греческая гитара, скрипичные лупы
- Мик Галлахер — бэк-вокал
- Мик Харви — гитара, бэк-вокал, акустическая гитара, Bass, орган, ударные, аранжировка, пиано, орган Хаммонда, маримба, клавишные, звуковые эффекты, тарелки, вибрафон, ксилофон
- Чес Джэнкел — бэк-вокал
- Джеймс Джонстон — орган, гитара
- Шейн Макгован — вокал
- Кейт и Анна Макгерригл — бэк-вокал
- Билл Макджи — аранжировка
- Астрид Мандэй — перкуссия
- Трейси Пью — бас-гитара
- Хьюго Рэйс — гитара
- Конвэй Савэдж — пиано, орган, бэк-вокал, вокал, электропиано, Орган Хаммонда, перкуссия
- Джим Склавунос — ударные, тамбурин, перкуссия, оркестровые колокола, орган, бонго, колокольчики, шейкер
- Джон Тёрнбалл — бэк-вокал
- Мик Тёрнер — гитара
- Виктор Ван Вагт — драм-машина
- Норман Уотт-Рой — бэк-вокал
- Джим Уайт — ударные
- Роланд Вульф — бэк-вокал, хлопки в ладоши, пиано
- Томас Уайдлер — ударные, перкуссия, бэк-вокал, тамбурин, хлопки в ладоши